# Françoise Hardy
Françoise Madeleine Hardy (París, 17 de enero de 1944-París, 11 de junio de 2024) fue una cantautora, modelo, escritora y actriz francesa. En sus canciones predomina un estilo melancólico en torno a las relaciones sentimentales y la nostalgia. Hardy saltó a la fama a principios de la década de 1960 como figura destacada de la ola yé-yé. Además de su francés nativo, también cantó en inglés, italiano, alemán y español. Su carrera se extendió por medio siglo y publicó más de treinta álbumes de estudio.
El primer éxito de escala internacional fue Tous les garçons et les filles (1962), actualmente considerado un himno generacional, del que se han vendido millones de copias y que inspiró a Rei Kawakubo para bautizar su marca Comme des Garçons. Al año siguiente (1963) Hardy participó en el Festival de la canción de Eurovisión, como representante del principado de Mónaco, interpretando la balada L'amour s'en va, que obtuvo el quinto lugar.
Se convirtió en musa de diseñadores de moda como André Courrèges, Yves Saint Laurent y Paco Rabanne, y colaboró con el fotógrafo Jean-Marie Périer. Hardy también contribuyó en astrología, al escribir extensamente sobre el tema desde la década de 1970. Además, fue autora de libros de ficción y no ficción publicados a partir del año 2000. Su autobiografía Le désespoir des singes... et autres bagatelles fue un éxito de ventas en Francia. Como figura pública, Hardy fue conocida por su timidez, su desencanto con la vida de las celebridades y su actitud autocrítica, atribuida a una vida de lucha contra la ansiedad e inseguridad. Estuvo casada con el también cantautor francés Jacques Dutronc desde 1981 hasta su muerte, y su único hijo, Thomas , también es músico. En 2021, Hardy anunció que su salud había empeorado y que no podría volver a cantar debido a los efectos de la radioterapia contra el cáncer de mama. Murió en París en 2024, a la edad de 80 años.
Hardy sigue siendo una de las cantantes con más ventas en la historia de Francia y considerada una figura icónica e influyente tanto en el Pop como en la moda francesa. En 2006 recibió la Grande médaille de la chanson française, premio honorífico otorgado por la Académie française, en reconocimiento a su carrera musical.

## Biografía

### Primeros años

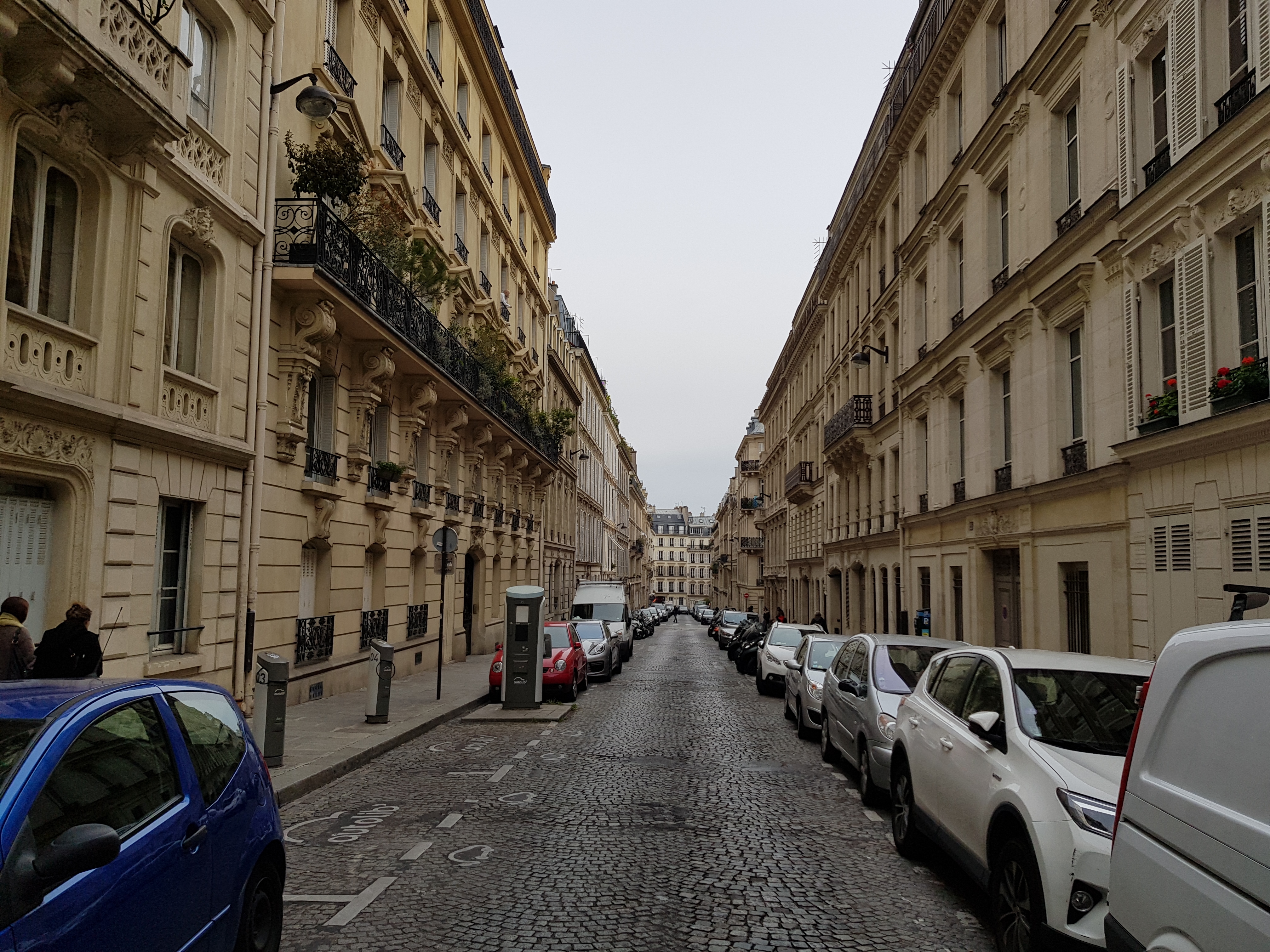
Hardy se crió en un modesto apartamento de Rue d'Aumale, en el Distrito 9 de París.

Françoise Madeleine Hardy nació el 17 de enero de 1944 en la clínica Marie-Louise del Distrito 9 de París, en la Francia ocupada por los nazis durante la Segunda Guerra Mundial. En el momento de su nacimiento, había una alerta de ataque aéreo, con las ventanas de la clínica «explotando». Ella ha relacionado haber nacido en este contexto violento con el «temperamento anormalmente ansioso» que desarrolló de adulta. Su madre Madeleine Hardy, que provenía de un entorno común y corriente, crio a Françoise y a su hermana menor Michèle, nacida dieciocho meses después que ella, como madre soltera. Su padre, Étienne Dillard, un hombre casado que provenía de una familia mucho más rica, hizo poco para ayudarlas financieramente y fue una figura ausente en su educación, ya que solo visitaba a las niñas un par de veces al año.
Madeleine Hardy crio a sus hijas estrictamente, en un modesto apartamento en la Rue d'Aumale del noveno distrito. Hardy tuvo una infancia infeliz y problemática, y se dedicó principalmente a actividades solitarias como leer, jugar con muñecas o escuchar la radio. Ante la insistencia de su padre, las niñas fueron a una escuela católica llamada Institución La Bruyère, bajo la tutela de monjas trinitarias. La brecha de origen social entre Hardy y sus compañeros fue una fuente de humillación permanente para ella. Ella recuerda en su autobiografía: «Aquí es probablemente donde se arraigó el sentimiento de vergüenza que me ha atormentado continuamente desde que era niña. Todo encajó en su lugar: el estatus social de mis padres, que ingenuamente creía que eran divorciados, (...) las constantes quejas de las buenas hermanas de que mi padre generalmente estaba atrasado en sus pagos un año, y las diversas diferencias con las otras chicas». Sus inseguridades de toda la vida también fueron alimentadas por sus visitas regulares a su abuela materna en Aulnay-sous-Bois, quien «le dijo repetidamente que [ella] no era atractiva y era una muy mala persona». Entre 1952 y 1960, Hardy y su hermana fueron enviadas cada verano a Austria para aprender alemán, alentadas por el nuevo amante de su madre, un barón austriaco. Como su padre tocaba el piano, animó a Hardy a recibir lecciones de piano cuando era muy pequeña, las cuales abandonó rápidamente después de experimentar pánico escénico cuando se suponía que debía mostrar sus talentos en el escenario de la Salle Gaveau.
Hardy, una estudiante disciplinada, se saltó dos años de educación secundaria y aprobó su bachillerato en 1960, a los dieciséis años. Para conmemorar la ocasión, su padre le preguntó qué regalo le gustaría y ella eligió una guitarra, con la que comenzó a cantar sus propias melodías. Siguiendo las órdenes de su madre, se matriculó en el Instituto de Estudios Políticos de París cuando aún era una adolescente. Considerándolo demasiado desafiante, rápidamente dejó la institución y se unió a la Sorbona para estudiar alemán. Hardy aprovechó el tiempo que le quedaba de sus cursos para dedicarse a componer canciones con su guitarra. Comenzó a probar su repertorio en el pequeño escenario del Moka Club, también conocido como Club des mordus, donde actuaba todos los jueves «frente a un público de jubilados». Por esa época, audicionó para el sello discográfico Pathé-Marconi después de leer un anuncio en France-Soir. Aunque fue rechazada, Hardy quedó impresionada de haber mantenido la atención de los directores durante más tiempo del esperado. También se sintió alentada después de escuchar su voz grabada, que encontró «menos desafinada y trémula de lo que [ella] temía». La aspirante a cantante luego fue a Philips Records, donde le recomendaron que tomara lecciones de canto. Siguiendo este consejo, Hardy se unió a Le Petit Conservatoire de la chanson en 1961, una escuela para intérpretes de radio, la primera de su tipo en Francia, dirigida por la cantante Mireille Hartuch. Lanzado originalmente como un programa de radio en 1955, el Petit Conservatoire se convirtió en un popular programa de televisión a partir de junio de 1960. Cuando un estudiante realizaba una actuación satisfactoria, se le daba la oportunidad de emitirla en la radio. o incluso volver a interpretarlo para televisión. Hartuch —que era conocida por ser muy selectiva— aceptó a Hardy de inmediato, recordando en 1966: «La primera vez que Françoise entró al salón de clases para hacer una audición, no sabía si cantaba, si tocaba la guitarra, qué era al hacerlo; simplemente miré y sentí como si hubiera una chispa, algo que se encendió». Desarrollaron una «relación madre-hija» y una larga amistad basada en la estima mutua.

### Vida personal
En 1981 se casó con el también cantante y actor Jacques Dutronc, con el que tuvo a su único hijo, Thomas Dutronc. Tras superar un cáncer linfático, que a punto estuvo de costarle la vida, y de riguroso blanco y negro, la cantante presentó en 2018 Personne d’autre, un álbum concebido como «una despedida del mundo material». 
En marzo de 2021, Hardy anunció que ya no podía cantar como consecuencia de los tratamientos contra el cáncer. Su salud empeoró y ese mismo año, 2021, fue noticia como defensora de la legalización del suicidio asistido por un médico en Francia, expresando su deseo de recurrir a la eutanasia. Con dificultades para alimentarse, ver y hablar, a consecuencia de un cáncer terminal de faringe, a finales de 2023 envió una carta abierta dirigida al presidente de la república francesa, Emmanuel Macron, en la que reclamaba una muerte digna: la legalización de la eutanasia y el suicidio asistido en su país. Falleció el 11 de junio de 2024, a los 80 años. Sus restos mortales fueron incinerados en el Cementerio Père Lachaise y sus cenizas esparcidas por su familia en la isla de Córcega, donde tenía una residencia familiar.

## Carrera musical

### 1961-1963: Avances como profesional
El 14 de mayo de 1961, Hardy audicionó para el sello francés Disques Vogue, donde fue recibida por los directores Serge Goron y Léo Vidaly, quienes le recomendaron que tomara lecciones de solfeo y armonía con un pianista. Su buena apariencia impresionó al ingeniero de sonido de Vogue, André Bernot, sintiendo que "sería una bonita portada de disco", quien se ofreció a enseñarle algunos rudimentos de teoría musical para mejorar su sentido del ritmo. Más tarde, Bernot grabó una demostración de cuatro pistas con ella, que presentó a Jacques Wolfsohn, el director más influyente de Vogue. En ese momento, Wolfsohn estaba buscando una cantante para grabar "Oh oh chéri", una versión en francés de la canción "Uh Oh" de Bobby Lee Trammell. Después de una audición en persona, Wolfsohn inmediatamente le ofreció un contrato de un año, que firmó el 14 de noviembre de 1961. Al enterarse del nuevo contrato discográfico de Hardy, Mireille Hartuch presentó a su alumna en el programa de televisión Petit Conservatoire el 6 de febrero de 1962, en lo que se ha descrito como "uno de los extractos de la televisión francesa más populares de todos los tiempos". En un intercambio muy recordado, la anfitriona le preguntó al joven cantante cuál era el "¡sí! ¡Sí!" en inglés. en su letra significaba, después de que interpretó "La fille avec toi" con su guitarra. La transliteración "yé-yé" fue popularizada más tarde por el sociólogo Edgar Morin a través de un artículo publicado en Le Monde el 7 de julio de 1963, en el que analizaba la floreciente escena de la música pop liderada por jóvenes. El fenómeno yé-yé fue encabezado por el popular programa de radio Salut les copains —creado por Daniel Filipacchi— y una exitosa revista del mismo nombre.
Grabada en primavera, Vogue lanzó su primera obra extendida en mayo de 1962, que incluía "Oh oh chéri" junto con sus propias composiciones "Il est parti un jour", "J'suis d'accord" y la balada sentimental " Tous les garçons et les filles ", que a pesar de sus deseos fue relegado a la cara B porque el sello lo consideró demasiado melancólico para el público joven. El 5 de junio de 1962, el cantante compartió con orgullo la portada del disco en el Petit Conservatoire. A principios de octubre, Hardy filmó un vídeo musical en blanco y negro para "Tous les garçons et les filles" dirigido por Pierre Badel, que se emitió en el programa de televisión Toute la chanson. La canción fue elegida por iniciativa de Hardy y el productor del programa André Salvet, a pesar de la renuencia de Wolfsohn a promocionarla. Hardy fue presentado a la gran mayoría de los franceses la noche del 28 de octubre de 1962, cuando el clip fue retransmitido durante un interludio de los resultados televisados del referéndum sobre las elecciones presidenciales. La exposición impulsó la canción a una gran popularidad entre los jóvenes, particularmente las adolescentes, ayudada por la amplia difusión que recibió en las estaciones de radio, comenzando con el número 1 de Europa, favorito de los jóvenes. "Tous les garçons et les filles" se popularizó aún más gracias a un vídeo musical de Scopitone dirigido por Claude Lelouch, que muestra a la cantante en un parque de diversiones junto a dos chicas cuyas faldas se levantan con el viento.
Aprovechando el impulso generado por el éxito de la canción, Vogue lanzó dos EP más casi simultáneamente, que luego fueron compilados junto con el primero en un álbum de estudio debut comúnmente conocido como Tous les garçons et les filles. En Francia, el formato LP fue visto inicialmente con escepticismo, por lo que la primera serie de álbumes de Hardy fueron compilaciones de discos de 7 pulgadas de cuatro pistas lanzados anteriormente, un formato que se conocía como "super 45". [rpm]". La mayoría de sus discos de larga duración fueron lanzados sin título y solo llevaban su nombre en la portada, llegando a ser referidos por el título de su canción más popular. Su álbum de estudio con el que debutó pronto recibió el Trophée de la Télévision, así como el prestigioso premio Grand Prix du Disque otorgado por la Académie Charles Cros. Más tarde declaró: "Me habría hecho aún más feliz si lo hubiera recibido un poco más tarde para discos mejores hechos que este". El 11 de mayo de 1962, Hardy hizo su debut como intérprete en vivo junto a otros jóvenes cantantes en la gala Disco Revue en Nancy. Actuó en Nochebuena en Bruselas y realizó una exitosa gira por el sur de Francia desde finales de 1962 hasta principios de 1963. A principios de 1963, se habían vendido en Francia 500.000 copias de "Tous les garçons et les filles", que ascendió a dos millones y medio en los meses siguientes.

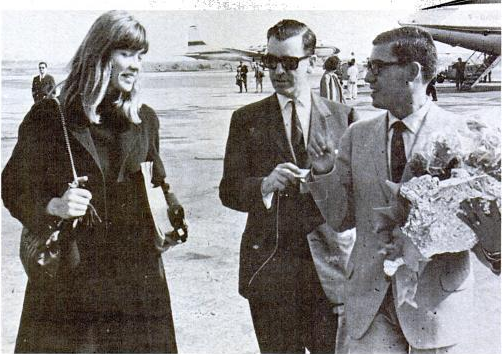
Hardy llegando a Barcelona (España) en 1963, recibida por el director internacional de Hispavox, Luis Calvo.

Entre finales de 1962 y principios de 1963, los sencillos de Hardy "J'suis daccord", "Le temps de l'amour" y "Tous les garçons et les filles" encabezaron la lista de sencillos franceses. En enero de 1963, apareció en la portada de Paris Match en un artículo especial dedicado a los "nuevos millonarios de la canción" y firmó un nuevo contrato de cinco años con Vogue, además de un acuerdo con Ediciones Musicales Alpha, creada por Wolfsohn. En febrero de 1963, Hardy apareció en el programa de televisión Cinq colonnes à la une junto a Sylvie Vartan y Sheila ; Pasarían a ser consideradas las tres ídolos más importantes de la era yé-yé, y cada una encarna un arquetipo de chica moderna diferente. El tercero de ese mes, hizo su primera actuación en la prestigiosa sala de conciertos Olympia de París, donde abrió para Richard Anthony. [Entre el 26 de febrero y el 10 de abril, Hardy participó en la gira de conciertos Gala des Stars patrocinada por Europe n° 1 y Salut les copains, con gran éxito. La gira pasó por Nantes el 5 de abril de 1963 y Françoise conoció a Michel Bourdais, un joven diseñador descubierto recientemente por Charles Aznavour. El diseñador creó el primer retrato de Françoise Hardy quien, seducida artísticamente, lo adquirió. Entre dos de las fechas de la gira, representó a Mónaco en el Festival de la Canción de Eurovisión en Londres, cantando " L'amour s'en va"; Terminó en quinto lugar con 25 puntos, empatada con el francés Alain Barrière. " L'amour s'en va " alcanzó el no. 5 en las listas francesas en junio de 1963. En octubre, Hardy lanzó su segundo álbum de estudio Le premier bonheur du jour. Ese mes, recibió el Premio Edison "Juventud" en la Grand Gala du Disque en Scheveningen, Países Bajos. Le entregó el trofeo el autor Godfried Bomans, quien la elogió como una "artista creativa" que supo imponer "un estilo personal sin intentar imitar a los estadounidenses". Entre el 7 de noviembre y el 18 de diciembre de 1963, Hardy actuó una vez más como telonero de Anthony en el Olympia y fue bien recibida por la prensa, que hasta entonces había criticado sus rígidas actuaciones en vivo.
Como figura destacada de la moda yé-yé, Hardy se encontró a la vanguardia de la escena musical francesa y se convirtió en la cantante femenina más exportable del país. A partir de 1963, las regrabaciones traducidas de "Tous les garçons et les filles" comenzaron a exportarse a los mercados de habla italiana, alemana e inglesa. El primer país de lengua extranjera donde el cantante tuvo éxito fue Italia, donde la canción se convirtió en "Quelli della mia età" y vendió 255.000 copias, encabezando la lista de sencillos entre abril y octubre y cayendo al segundo lugar entre julio y agosto, detrás de "Cuore" de Rita Pavone. A finales del verano, grabó nuevas canciones en Milán, que se incluyeron en el lanzamiento italiano Françoise Hardy canta "per voi" in italiano. El sencillo "L'età dell'amore" / "E all'amore che penso" también encabezó las listas italianas. El 11 de octubre, Hardy actuó en Barcelona, España, como parte de la cuarta Gran Gala de la Sedería Española. En noviembre de 1963, se embarcó en su primera gira por Italia, que visitó principalmente pequeñas ciudades costeras. La cantante también tuvo éxito en Portugal y viajó a Lisboa a finales de 1963 para aparecer en varios programas de televisión.

### 1964-1968: Lanzamiento como cantante internacional
En el apogeo del fenómeno de la invasión británica, Hardy buscó modernizar su música, optando por abandonar la mala calidad de los estudios e ingenieros de sonido franceses para ir a grabar sus canciones en los estudios de Pye Records en Londres. Trabajando con el productor Tony Hatch en febrero de 1964, grabó un EP que incluía una versión de " Catch a Falling Star " y tres adaptaciones de sus éxitos: "Find Me a Boy" ("Tous les garçons et les filles"), "Only friends" ("Ton meilleur ami") y "Ojalá fuera yo" ("J'aurais voulu"). El 21 de febrero, promocionó "Catch a Falling Star" en el programa de televisión Ready Steady Go!. El público inglés inicialmente prefirió sus grabaciones en francés, y "Tous les garçons et les filles" entró en la lista de sencillos del Reino Unido el 1 de julio de 1964 en el número treinta y seis.

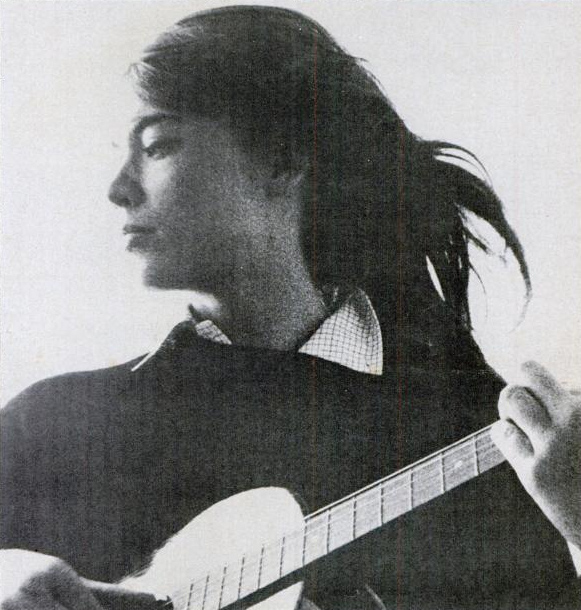
Hardy en una fotografía publicitaria de su carrera en los Estados Unidos bajo el sello discográfico Kapp, publicada por Billboard (1965).

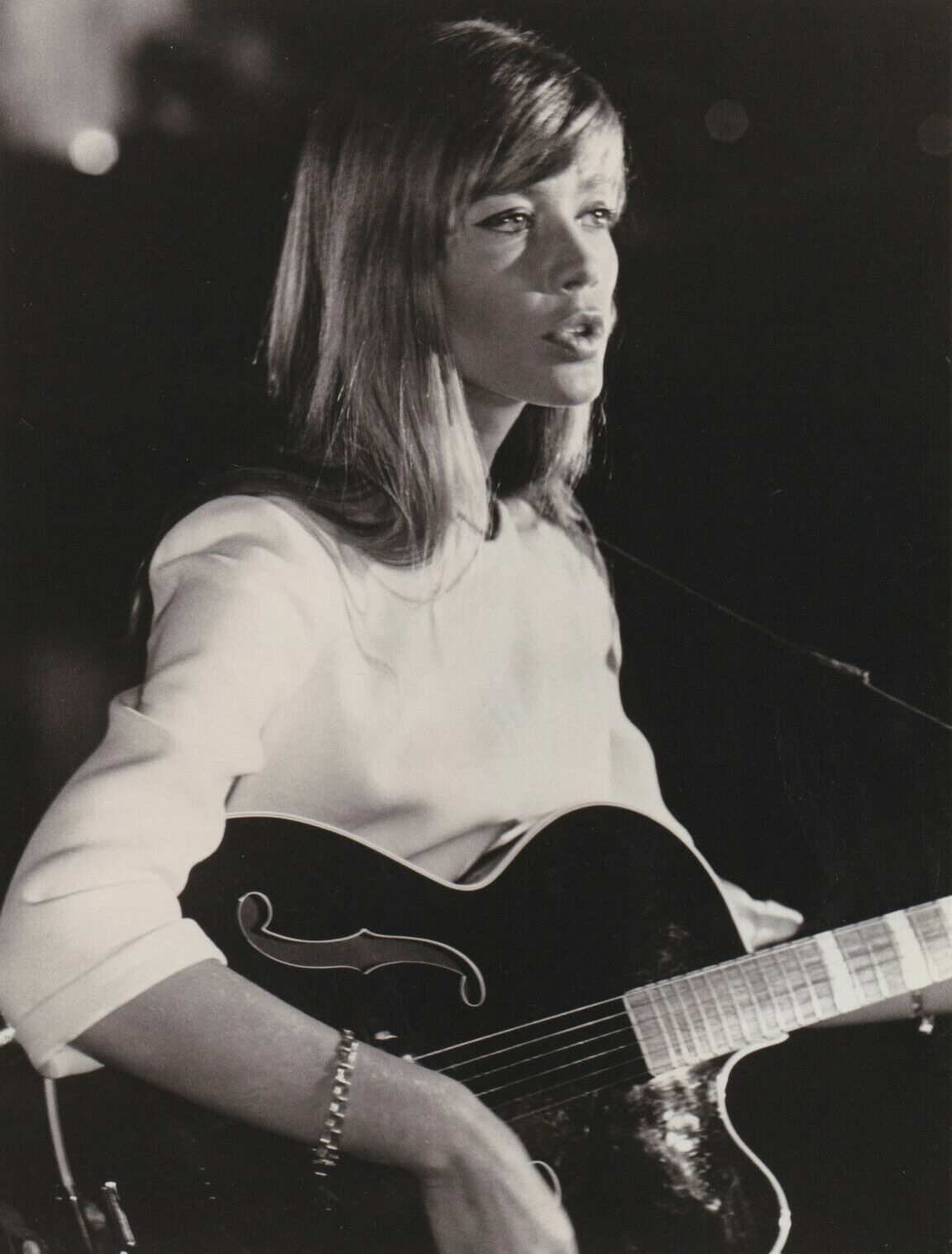
Hardy en una de las discotecas de Mónaco en el programa de televisión "Monte Carlo, C'est La Rose" de la cadena de televisión ABC.

Su sencillo en inglés de 1965, " All Over the World ", fue un éxito sustancial en el Reino Unido, alcanzando el Top 20 y permaneciendo en las listas durante quince semanas. También tuvo éxito en Sudáfrica, Australia y Nueva Zelanda, siendo probablemente su grabación más popular entre el público de habla inglesa. Promocionó la canción con actuaciones en los programas de televisión británicos Ready Steady Go!, Ollie y Fred's Five O'Clock Club, Thank Your Lucky Stars y Top of the Pops.
En 1965, Hardy voló a la ciudad de Nueva York para firmar un contrato discográfico con Kapp, que les permitiría distribuir sus discos en los Estados Unidos. El sello lanzó su álbum de estudio debut bajo el título The "Yeh-Yeh" Girl From Paris!, así como el sencillo "However Much", una versión en inglés de la canción publicada anteriormente "Et même..." Mientras estaba en los Estados Unidos, Hardy hizo su primera aparición en la televisión estadounidense en el programa de NBC Hullabaloo, donde interpretó "However Much", una versión bilingüe de " Que reste-t-il de nos amours? " de Charles Trenet y una interpretación de "La chica de Ipanema". La cantante se hizo famosa de la noche a la mañana en Alemania después de su aparición el 28 de abril de 1965 en el programa de televisión Portrait in Musik, en una serie de actuaciones musicales dirigidas por Truck Branss. Poco después se lanzó el álbum In Deutschland, que, además de contener versiones traducidas de sus canciones anteriores, incluía cinco composiciones originales. Su tema más popular en Alemania fue "Frag' den Abendwind", que permaneció en la lista nacional de sencillos durante veinticuatro semanas.
Presionada por sus compañías discográficas francesas e italianas, Hardy participó en el Festival de San Remo de 1966, donde llegó a la final con la canción escrita por Edoardo Vianello "Parlami di te".
El 12 de abril de 1966, Hardy estuvo entre los cuarenta y seis artistas que participaron en la famosa fotografía de grupo realizada por Jean-Marie Périer para Salut Les Copains, que se convirtió en un símbolo de la era yé-yé y llegó a ser conocida en Francia como la "foto del siglo" (en francés: " photo du siècle ").

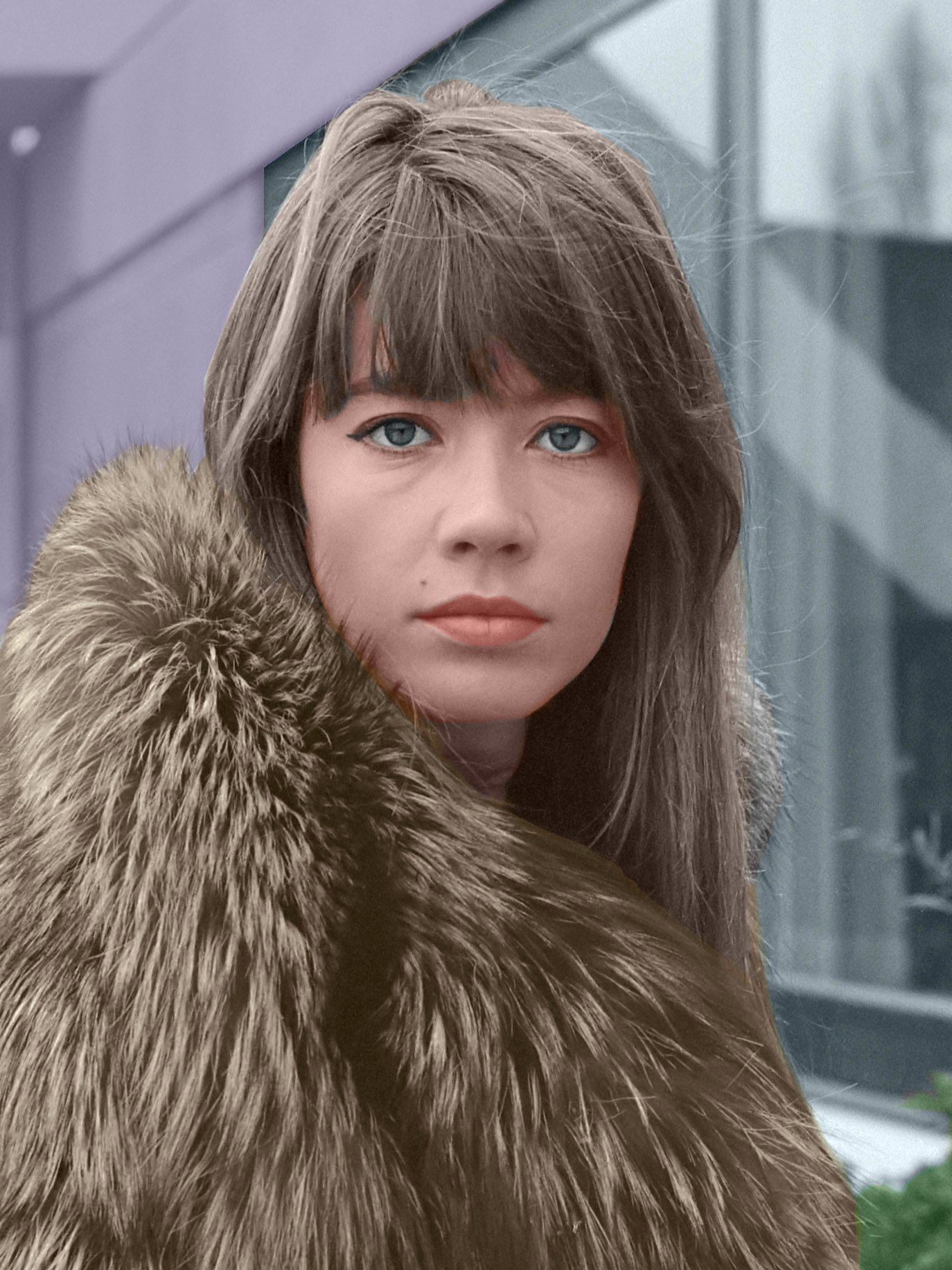
Hardy en Ámsterdam (1969).

A finales de 1967, Hardy comenzó a publicar sus discos bajo su propia productora Asparagus, aunque Vogue continuó distribuyéndolos. Más tarde se arrepintió de esta decisión, recordando en 1999: "Wolfsohn había presentido que los cantantes querrían ser cada vez más independientes. Así que fue él mismo quien me sugirió que creara una productora. Al principio "Me sedujo, luego me di cuenta de que era una trampa: el director general de Vogue, Léon Cabat, también estaba en esta productora y, entre ambos, poseían la mayoría de las acciones. Esto ha dado lugar a muchos acosos y demandas." Su séptimo álbum de estudio francés Ma jeunesse fout le camp... —el primero producido bajo Asparagus—fue lanzado en noviembre de 1967.
Hardy dio sus últimas tres presentaciones en vivo en Kinshasa, Congo, durante junio de 1966.
Siguiendo el consejo del productor inglés Noel Rodgers, Hardy grabó su segundo álbum en inglés en la primavera de 1968, conocido como En anglais, The Second English Album, Will You Love Me Tomorrow y Loving, según el país.

### 1969-1976: Madurez artística
A finales de los sesenta y principios de los setenta, Hardy buscó afirmarse como artista, aunque esto implicó menos repercusión comercial que la que había logrado con Disques Vogue. En 1970, la cantante rompió definitivamente con el sello y firmó un contrato de tres años con Sonopresse. También creó una nueva productora, llamada Hypopotam, y fundó su propia editorial musical, Kundalini. Hardy recibió grandes anticipos de Sonopresse, lo que le permitió financiar sus propios proyectos. Ella ha descrito este período como "el momento más feliz", ya que ahora podía trabajar de forma independiente en sus esfuerzos musicales. Este período de transición en su carrera se inició con la publicación en 1970 de varios álbumes recopilatorios — incluido el lanzamiento francés "Françoise" —, así como los álbumes de estudio One-Nine-Seven-Zero —grabado en inglés— y Träume, su último Lanzamiento en alemán.
Su primer álbum de estudio francés producido bajo Hypopotam fue Soleil, lanzado en la primavera de 1970. Contó con una amplia gama de arreglistas, incluidos Bernard Estardy, Jean-Claude Vannier, Jean-Pierre Sabar, Mick Jones, Saint-Preux, Simon Napier-Bell y Tommy Brown de Nerón y los Gladiadores. En el verano de 1970, Hardy lanzó su penúltimo sencillo en italiano "Lungo il mare", escrito por Giuseppe Torrebruno, Luigi Albertelli y Donato Renzetti. Ni este ni el siguiente sencillo italiano, que incluía versiones traducidas de "Soleil" ("Sole ti amo") y "Le Crabe" ("Il granchio"), obtuvieron éxito. También grabó en español por primera vez, en un sencillo que contenía versiones traducidas de "Soleil" ("Sol") y "J'ai coupé le téléphone" ("Corté el teléfono"). En la primavera de 1971, Hardy lanzó el sencillo escrito por Patrick Dewaere "T'es pas poli", acercándose al cantautor después de quedar impresionado con sus actuaciones en el Café de la Gare en París. Para promocionar la canción, Dewaere y la cantante la interpretaron en varios programas de televisión. A pesar de contar con la fama de Hardy, el disco no se vendió como se esperaba.

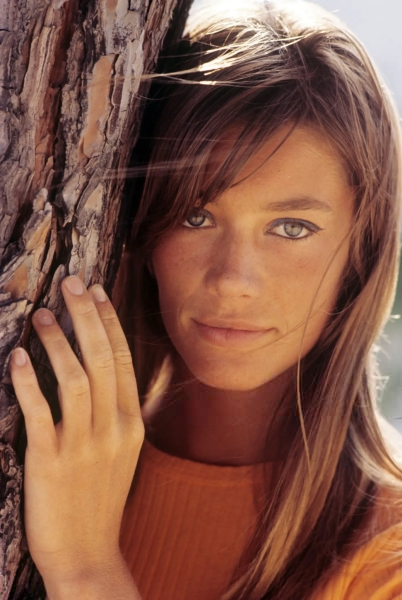
Hardy posando para una sesión de fotos a la orilla del mar en Italia.

A principios de la década de 1970, Hardy conoció a Tuca ( seudónimo de Valeniza Zagni da Silva), una cantante y guitarrista brasileña radicada en París, y pronto se hicieron amigas cercanas. Después de asistir al Festival Internacional da Canção en Río de Janeiro — y haber entrado en contacto con la música de Brasil — Hardy decidió hacer un álbum con la brasileña a finales de 1970. Fue la primera vez en la carrera de la cantante que pudo trabajar con un compositor en canciones antes de ingresar al estudio de grabación, además de participar en la elección de los arreglos de cuerdas. El álbum resultante, La question, fue lanzado el 16 de octubre de 1971, promocionado a través de los sencillos "Le martien", "Même sous la pluie" y "Rêve". Aunque fue muy aclamado por la prensa francesa tras su lanzamiento, el álbum se vendió mal en comparación con otros trabajos del cantante, ya que recibió poca promoción en la televisión y no logró ganar terreno en las estaciones de radio y entre el público de la época. Sin embargo, La question ha generado un culto dedicado desde su lanzamiento y es considerado como el pico artístico de Hardy. Dijo que estaba orgullosa del álbum y afirmó además en 2008: "si bien no tuvo un gran éxito entre el público en general, al menos puedo afirmar que sí llegó a otra audiencia... A menudo un ambicioso disco puede ser más o menos ignorado cuando se publica, pero termina teniendo una larga vida".
Tras el pobre desempeño comercial de La question, Hardy decidió avanzar hacia un sonido diferente y reclutó al arreglista británico Tony Cox para producir su siguiente álbum. Conocido como Et si je m'en vais avant toi, L'éclairage o "el álbum naranja" — en referencia a su portada —, el disco fue lanzado en noviembre de 1972 y promocionado a través del sencillo "La berlue", lanzado en junio. Inmediatamente después de terminar Et si je m'en vais avant toi, Hardy y Cox grabaron el lanzamiento en inglés If You Listen, que incluía versiones de varias canciones estadounidenses y británicas poco conocidas. La etapa Sonopresse de Hardy, que había comenzado bien gracias al éxito de Comment te dire adieu? y Soleil, terminó con una nota amarga con el fracaso comercial de La question, Et si je m'en vais avant toi y If You Listen, que sin embargo consideraba sus "mejores [álbumes] con diferencia". Después de que expiró su contrato, el sello discográfico decidió no renovarlo. La cantante se mostró relativamente indiferente a las malas ventas, sintiendo que había sido reivindicada artísticamente con estos discos.
Hacia 1972, Hardy contactó al compositor y productor Michel Berger con la intención de trabajar con él, luego de quedar impresionado por su trabajo con Véronique Sanson. Berger acordó producir y arreglar su siguiente álbum, pero no pudo escribir toda su música debido a otras obligaciones. Escribió dos de las doce canciones del disco, " Message personal " y "Première rencontre", y asumió la responsabilidad de encontrar las otras diez inmediatamente después, que Hardy consideró deficientes en comparación. Después de un período de independencia artística, la cantante nuevamente se encontró trabajando bajo la agitada agenda de un productor exigente. Más tarde describió a Berger como "un hombre con prisa, con mil cosas que hacer, mil cosas en las que pensar, mil personas que ver". Las sesiones de grabación del álbum tuvieron lugar en julio de 1973, poco después de que Hardy diera a luz a su hijo Thomas Dutronc. Mensaje personal fue lanzado ese año en Warner Bros. Records — con quien Hardy firmó un contrato de tres años — y fue recibido con éxito comercial y crítico. Su tema principal fue un gran éxito comercial en Francia que reavivó la carrera del cantante. Promovió el proyecto con apariciones en varios programas de televisión franceses, incluidos Dimanche Salvador, Sports en fête, Top à, La Une est à vous, Midi trente, Minuit chez vous, Tempo, Averty's Follies y Domino.
Para su siguiente proyecto, Hardy escribió diez canciones que giraban en torno a una historia subyacente común. Para poner la letra en música, se basó principalmente en su amiga Catherine Lara, trabajando también con Jean-Pierre Castelain y Gérard Kawczynski (con quienes había trabajado en Personal de mensajes ), André Georget y Michel Sivy. Producido por Hughes de Courson, el álbum conceptual Entr'acte fue lanzado en noviembre de 1974 y promocionado a través de las canciones "Ce soir", "Je te cherche" e "Il ya eu des nuits". Fue un fracaso comercial. La cantante decidió entonces mantenerse alejada de la música y dedicar más tiempo a criar a su hijo, lanzando sólo dos sencillos entre 1975 y 1976. El primero fue "Que vas", escrito por Jean-Michel Jarre. -tu faire?"—respaldado por "Le compte a rebours"— que se vendió mal. El segundo fue "Femme parmi les femmes", el tema principal de la película de Claude Lelouch Si c'était à refaire, con letra de Pierre Barouh y música de Francis Lai.
Hacia 1976, Berger volvió a contactar a Hardy con la intención de ficharla para su nuevo sello discográfico Apache y ella le envió las canciones "Ton enfance", "Star" y "L'impasse". Sin embargo, Berger estaba interesada en lanzar un álbum con composiciones estructuradas en torno a un concepto unificador, por lo que abandonó la idea de unirse al sello. Finalmente firmó un contrato de tres años con Pathé-Marconi.

### Nuevo ídolo de la canción

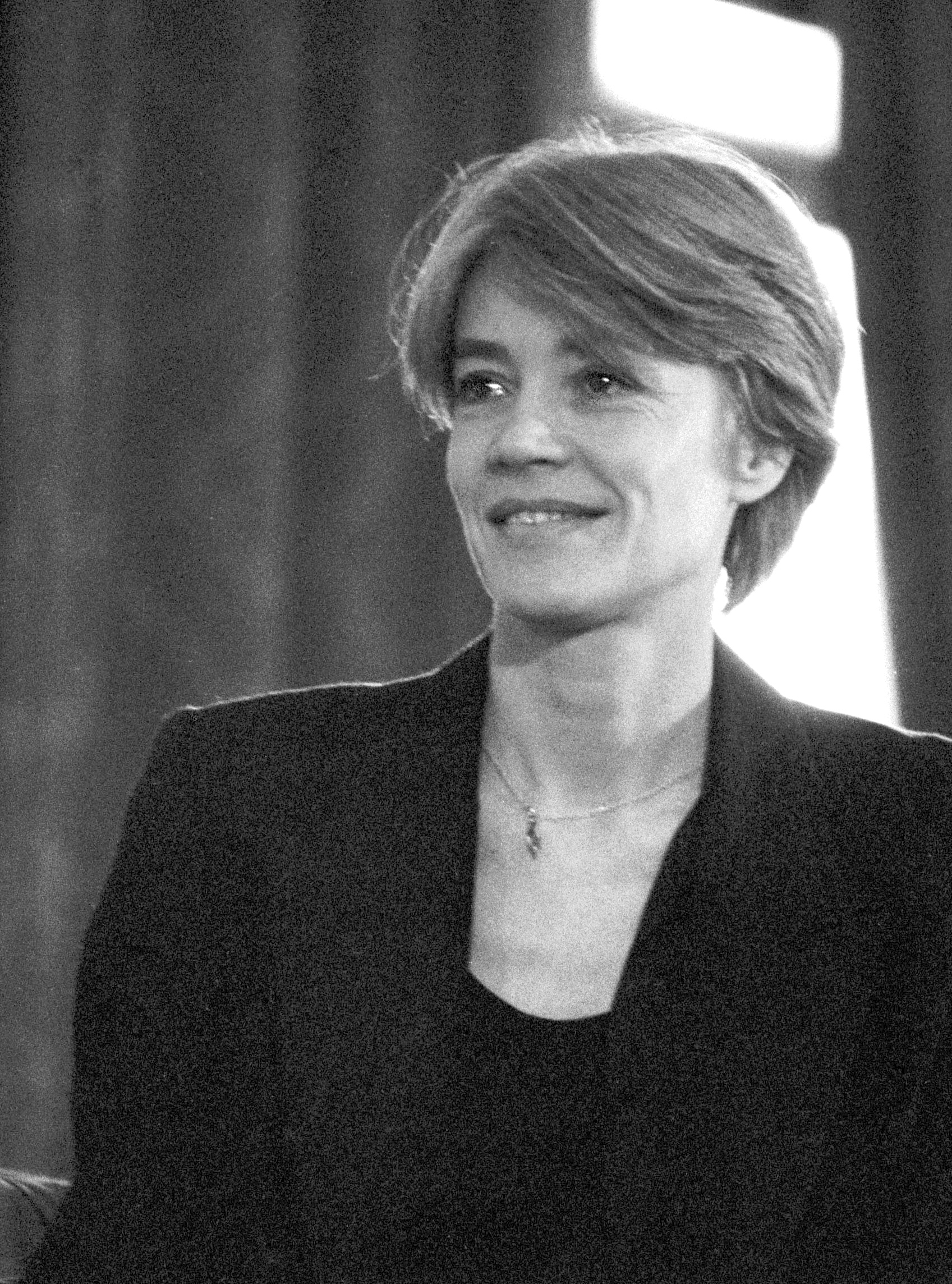
Hardy en julio de 1992.

En aquella época conoció al fotógrafo Jean-Marie Périer que le hace un reportaje para la revista "Salut les Copains". Juntos crearon para Hardy una imagen de mujer sofisticada, misteriosa y distante. Su rostro se hizo famoso en todo el mundo y la relación creativa con el fotógrafo se convirtió en historia de amor. Como cantante continúa siendo la principal protagonista de sus discos al componer casi todas sus interpretaciones y aportar ideas en la producción y arreglos. Precisamente gracias a Jean-Marie Périer conoce al cantante Jacques Dutronc, su gran amor.
La Metro Goldwyn Mayer le invita el 21 de diciembre de 1966 a ir a la primera proyección de la película Château en Suède en Nueva York con Yves Montand, protagonista francés del filme. En ese momento la Warner Music, de acuerdo con Vogue, difunde sus discos en el mercado estadounidense.
En 1967 rompe con Jean-Marie Périer y canta Ma jeunesse fout le camp, una canción de Guy Bontempelli, otro de sus grandes éxitos, como los siguientes Des ronds dans l'eau y Comment te dire adieu (esta última con letra de Serge Gainsbourg).
Françoise Hardy fue modelo fotográfico para el modista Paco Rabanne.
En 1971 Hardy lanzó su álbum de estudio La question bajo el sello independiente Sonopresse, el cual fue un fracaso comercial pero es hoy considerado su obra maestra y un trabajo de culto.
El nuevo álbum, que fue lanzado a fines del año anterior, se convirtió en un gran éxito en Francia y se exportó a los numerosos países donde Françoise Hardy es una de las voces más conocidas de la canción francesa actual, como por ejemplo en la Argentina. Este disco le valió también el premio a la Mejor Intérprete Femenina en las Victorias de la Música 2005, que se realizaron a principios de año.
El precedente disco de Françoise Hardy fue Clair obscur, en el año 2000. Esta vez volvió con 12 temas. Participó en la escritura de la mayoría de ellos, y junto a ella se notan los nombres de los Benjamin Biolay, Jacno y Thierry Stremler en los créditos de algunos. En cuanto a la realización, varios temas llevan la firma de su hijo Thomas Dutronc, un guitarrista que supo hacerse un lugar en la música francesa, entre las figuras de su madre y de su padre (Jacques Dutronc).
En 2016 Françoise Hardy publicó sus memorias con el título de "La desesperación de los simios... y otras bagatelas".
Tras un silencio de seis años y luego de superar un cáncer que la tuvo enferma y convencida de su cercana muerte, Hardy estrenó a sus 74 años el 6 de abril de 2018 un nuevo álbum llamado "Personne d'autre", cuyo video de difusión dirigido por el cineasta François Ozon es el del tema "Le large" compuesto por La Grande Sophie.

## Imagen pública

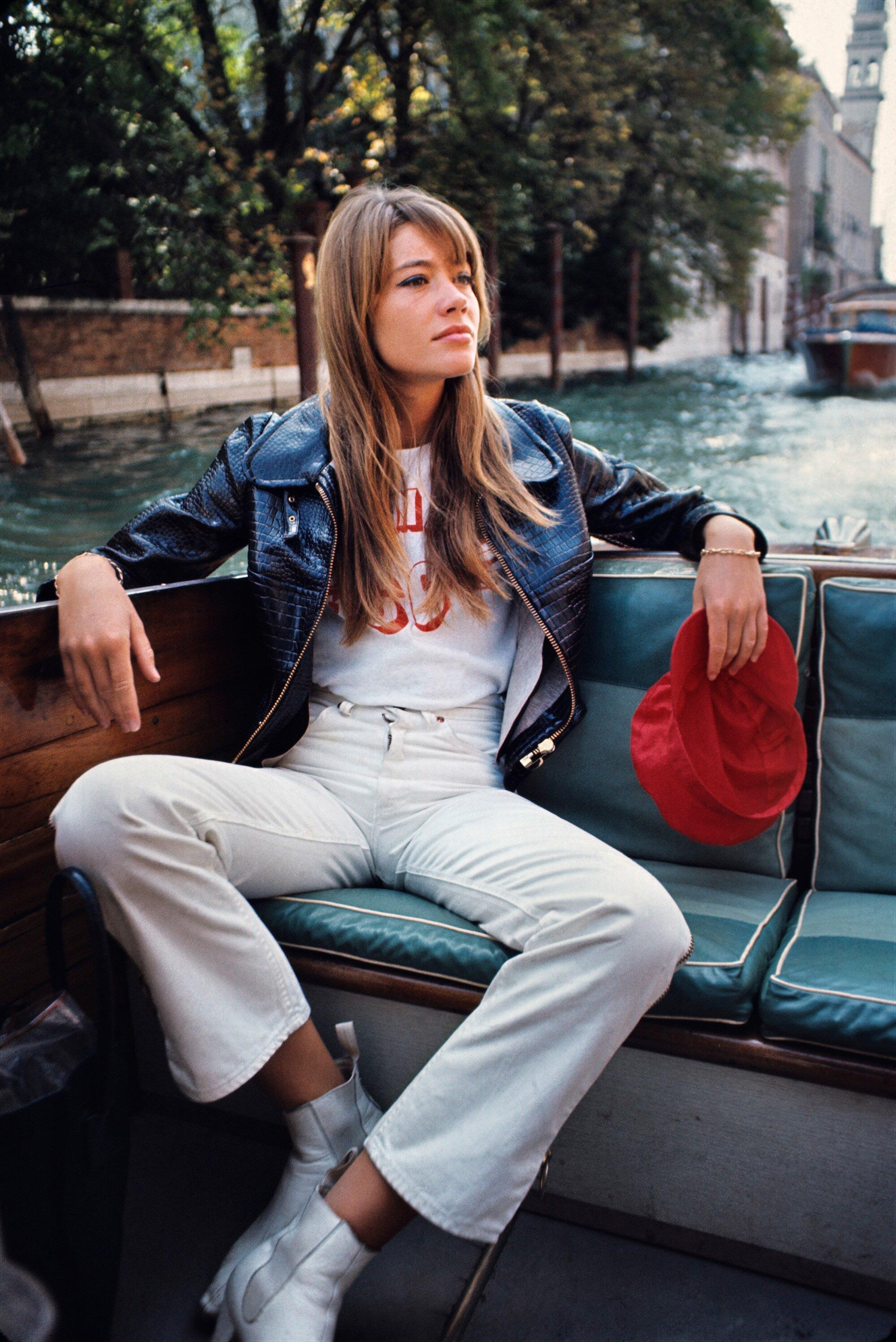
Francoise Hardy en Venecia, 1966.

Como figura pública, Hardy es reconocida por su timidez y reserva, y los observadores han enfatizado su "naturaleza antisocial como celebridad". Ha sido abierta en su autobiografía y en entrevistas sobre sus luchas con la ansiedad, la duda, la soledad y el complejo de inferioridad.
Su imagen pública y estilo durante la década de 1960 tuvo un impacto en la cultura pop internacional, algo que eclipsó sus habilidades como cantante fuera de Francia. Como fotógrafo y agente casi exclusivo de Hardy durante la década, Jean-Marie Périer se convirtió en una figura de Pigmalión para ella, transformando la imagen pública de la cantante de "una colegiala tímida y de aspecto torpe" en una "joven pionera moderna". Ella escribió: "...[Périer] trató de abrir mi mente y ayudarme en todos los dominios con su característica generosidad. Por ejemplo, me enseñó a amar el cine llevándome a ver grandes películas, y bajo su tutela me di cuenta la importancia de la estética, que se convirtió en uno de mis principales criterios. Me enseñó a comportarme y a vestirme, y me dio consejos sobre habilidades sociales".
También fue fotografiada notablemente por Gered Mankowitz, William Klein y Richard Avedon para Vogue y otras publicaciones. Su aparición regular en portadas de revistas le dio la reputación de ser la chica de portada francesa por excelencia de la década de 1960. En 1967, la revista para adolescentes Special Pop escribió: "Françoise logra atraer tanto a los niños como a sus padres, hombres y mujeres por igual. Más que una cantante, se está convirtiendo en un mito universal con el que miles de jóvenes sueñan con identificarse". Sin embargo, estaba desencantada con el estilo de vida de la jet-set y la alta sociedad, y en la década de 1970 abandonó la imagen de "chica elegante de la ciudad" que Périer había creado para ella.

## Moda

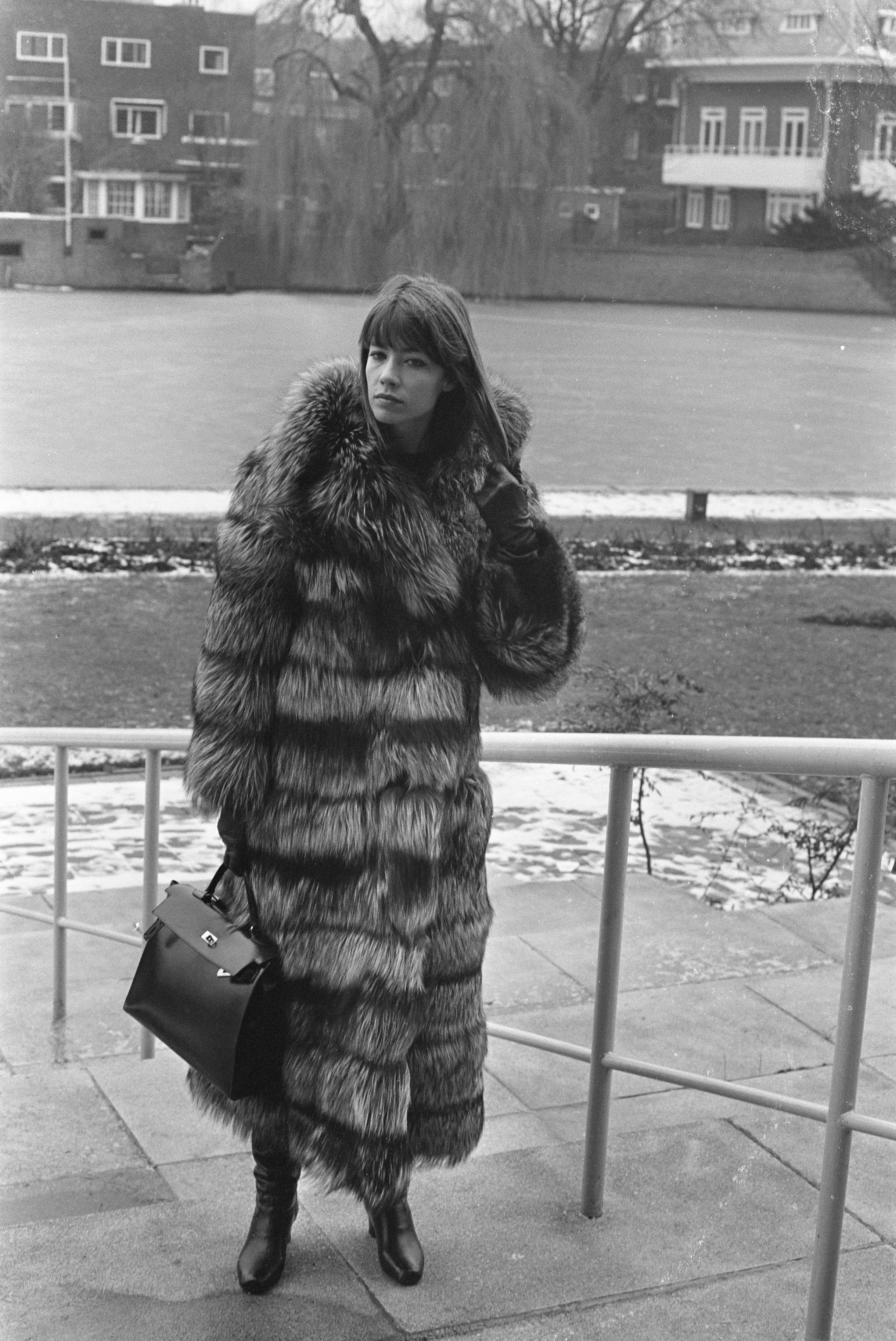
Hardy posando con un bizon en Ámsterdam, Países Bajos (1969).

Hardy es sin duda, el máximo exponente del estilo parisino y, sin darse apenas cuenta, fue toda una adelantada a su época. Hardy supo destacar por la estética minimalista, por el effortless y por prendas representativas de las también conocidas como chicas yé-yé de aquella época, desde la minifalda hasta las botas blancas pasando por las gabardinas o los abrigos de pelo. Desde la gorra de béisbol hasta las eternas bailarinas o los vaqueros más buscados de la actualidad formaron parte de su guardarropa.
Bailarinas y merceditas son uno de los calzados estrellas de la temporada. Se han dejado ver en las colecciones de Celine, Valentino, Dior o Simone Rocha. Françoise ya optaba por lucirlas de punta cuadrada y en color blanco, toda una inspiración. Los pantalones con abertura en el bajo que tanto se llevan esta primavera no los inventó Victoria Beckham, aunque ella haya sido su máxima representante. La cantautora francesa ya los lucía hace varias décadas. Las gafas de sol de la temporada también miran al pasado y es que este año toman forma geométrica. Las rectangulares son las estrellas de la primavera y, respecto a qué tono elegir, Hardy da las claves y apuesta por el color blanco.

## En la cultura popular

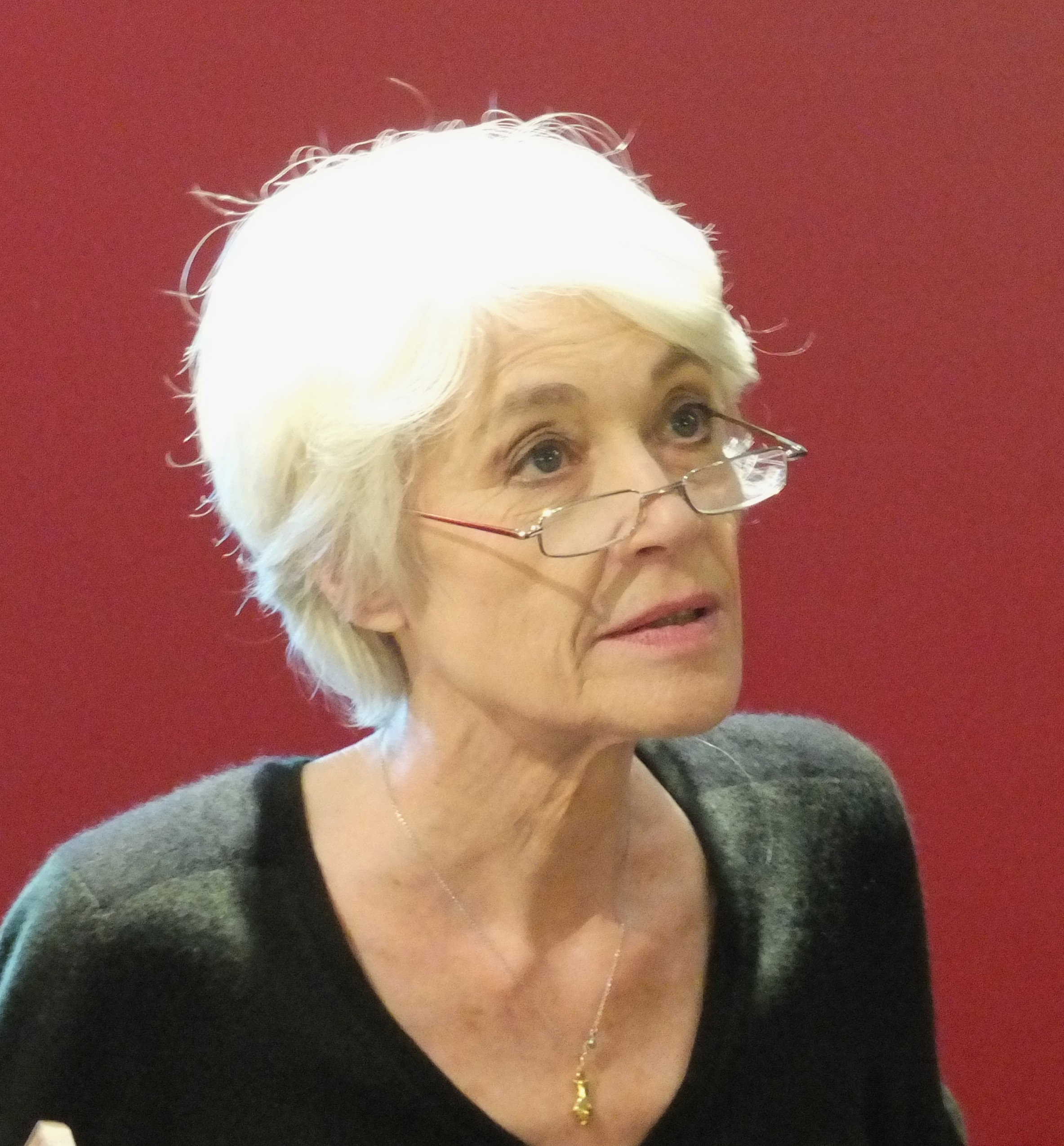
Hardy en la presentación de su libro y álbum L'Amour Fou (2012).

El cantante Bob Dylan incluyó uno de sus poemas, For Françoise Hardy at the Sena’s Edge, en la contraportada de su álbum Another Side Of Bob Dylan de agosto de 1964.
Jacques Prévert escribió el poema Une plante verte para el programa de la segunda visita de Hardy al Olympia en octubre de 1965.
El escritor Manuel Vázquez Montalbán publicó un poema titulado Françoise Hardy en 1967.
El escritor Paul Guth le rinde homenaje en su libro Lettre ouverte aux idoles, en el capítulo Lettre ouverte à Françoise Hardy de 1968
Guy Peellaert se inspiró en Françoise Hardy para crear la heroína del cómic Psychédélique, en 1968.
Gallien Guibert creó un dibujo animado piloto para de una serie de televisión en 2001, aunque el proyecto no tuvo continuación.
Ivan Brunetti ha realizado una breve biografía de la cantante en cómic. Titulada Françoise Hardy, figura en la cuarta selección de las obras de este dibujante, reunidas bajo el título Schizo. Este último tomo, titulado With Ivan, the Funniest Living American, fue publicado por Fantagraphics en diciembre de 2005.
Une parisienne es una canción en homenaje a Françoise Hardy, escrita por Stan Cuesta, cantada por Bill Pritchard en el álbum By Paris, By Taxi By Accident, en 2005.
Portrait de vous, canción inspirada por Françoise Hardy, escrita por Patrick Loiseau y cantada por Dave Levenbach en el álbum Tout Le Plaisir A Été Pour Moi de 2006.
El cantante Renaud Séchan la cita en la canción Les Bobos en el álbum Rouge Sang de 2006.
El grupo estadounidense Shawn Lee’s Ping Pong Orchestra también la cita en la canción Françoise Hardy, en el álbum Voices and Choices de febrero de 2007.
Françoise es una canción en su homenaje escrita y cantada por Sharleen Spiteri del álbum Melody, de julio de 2008.
Luis Eduardo Aute la nombra en su canción "L'amour avec toi" de 1992.

## Filmografía
Papeles de ficción
- 1963: Château en Suède (Un castillo de Suecia)
- 1965: What's New Pussycat? (¿Qué tal, Pussycat?)
- 1965: Una balle al cœur (Una bala al corazón)
- 1966: Masculino, femenino (Masculin, féminin)
- 1966: Grand Prix
- 1972: Les Colombes (Las palomas)

Participaciones como personalidad de la canción
- 1964: I ragazzi dell’hully gully
- 1965: Altissima pressione
- 1965: Questo Pazzo, Pazzo Mondo della Canzone
- 1966: Europa canta o Per un pugno di canzoni
- 1976: Si c'était à refaire
- 2003: Las invasiones bárbaras

## Discografía
- Tous les garçons et les filles (1962)
- Le premier bonheur du jour (1963)
- Françoise Hardy canta per voi in italiano (1963)
- Mon amie la rose (1964)
- In Deutschland (1965)
- L'amitié (1965)
- La maison ou j'ai grandi (1966)
- Françoise Hardy Sings in English (1966)
- Ma jeunesse fout le camp... (1967)
- Comment te dire adieu ? (1968)
- En anglais (1969)
- One-Nine-Seven-Zero (1970)
- Träume (1970)
- Soleil (1970)
- La question (1971)
- Message personnel (1973)
- Entr'acte (1974)
- Star (1977)
- Musique saoule (1978)
- Gin Tonic (1980)
- A suivre (1981)
- Quelqu'un qui s'en va (1982)
- Décalages (1988)
- Le danger (1996)
- Clair-obscur (2000)
- Tant de belles choses (2004)
- (Parenthèses...) (2006)
- La pluie sans parapluie (2010)
- L'amour fou (2012)
- Personne d'autre (2018)
- Quelques titres que je connais d'elle, Vol. 1 (2023)
- Quelques titres que je connais d'elle, Vol. 2 (2023)

## Obras
Astrología
- Le grand livre de la Vierge (El gran libro de la Virgen) (con Béatrice Guénin) (1979)
- Entre les lignes, entre les signes (Entre líneas, entre signos) (con Anne-Marie Simond) (1986)
- L'astrologie Universelle (Astrología universal) (1987)
- Les rythmes du zodiaque (Los ritmos del zodíaco) (2003)

No ficción
- Notes secrètes: entretiens avec Eric Dumont (Notas secretas: entrevistas con Eric Dumont) (1991) (entrevista)
- Le désespoir des singes... et autres bagatelles (La desesperación de los monos... y otras bagatelas) (2008) (autobiografía)
- Avis non autorisés... (Reseñas no autorizadas...) (2015) (ensayo)
- Un cadeau du ciel... (Un regalo del cielo...) (2016) (ensayo)
- Chansons sur toi et nous (Canciones sobre ti y sobre nosotros) (2021) (cancionero)

Novelas
- L'amour fou (Amor loco) (2014)

## Reconocimientos
- 1963: " Grand Prix du Disque " de la Académie Charles-Cros y "Trophée de la télévision" por su primer álbum .
- 12 de octubre de 1963: " Premios Edison " a la mejor grabación del año en la categoría «Juventud», presentado por el escritor Godfried Bomans , durante la "Grand Gala du Disque" en el Kurhaus de Scheveningen.
- 28 de agosto de 1965: "Diapasón de Plata" en el Premio Diapason de Música ; Evento musical organizado en el hipódromo de Breda en Padua .
- Marzo de 1966: " Ocho de Plata ", trofeo otorgado al segundo cantante más popular elegido por los lectores de la revista alemana " BRAVO ".
- Julio de 1967: Cinta de honor de la canción francesa.
- 6 de octubre de 1968: "Prêmio Galo de Ouro", en el III Festival Internacional da Canção Popular de Río de Janeiro , por la canción À quoi ça sert? , compuesta e interpretada por Hardy, acompañada por la orquesta de André Popp.
- 1982: "Prix Diamant de la chanson française" por el disco Quelqu'un qui s'en va.
- 2 de febrero de 1991: Victoire de la musique de la chanson del año: Fais-moi une place de Julien Clerc , letra de Hardy y música de Julien Clerc.
- 7 de diciembre de 2000: "Gran Premio" de SACEM por el álbum Claro-obscur.
- 17 de febrero de 2001: es nominada dos veces a las " Victoires de la musique ", como "artiste interprète féminine" ( álbum Clair-obscur ) y como "videoclip" Puisque vous partez en voyage .
- 5 de febrero de 2005: " Victoire de l'artiste interprète féminine " del año por el álbum Tant de belles choses.
- 2006: Grande médaille de la chanson française , por la Académie française.
- 2010: «Hardy (Françoise), cantante y autora-compositora», es una de las 50 nuevas personalidades incluidas en la edición 2011 de Le petit Larousse illustré.
- 1 de marzo de 2011: es nominada a las " Victoires de la musique ", como "artista interpretada femenina" por el álbum La Pluie sans parapluie.
- 8 de febrero de 2013: es nominada dos veces a las " Victoires de la musique ", como "artista interpretada femenina" y "álbum de canciones" por el álbum L'Amour fou.